# این دنیا، سپس آتش‌بازی
این دنیا، سپس آتش‌بازی (به انگلیسی: This World, Then the Fireworks) فیلمی محصول سال ۱۹۹۷ و به کارگردانی مایکل اوبلوویتز است. در این فیلم بازیگرانی همچون بیلی زین، جینا گرشان، شریل لی، مت اوتول، فیلیپ لوچ، کریستین دورانگو، رو مک‌کلاناهان، سیمور کاسل، ویل پاتون، ریچارد ادسون و ویلیام هوتکینز ایفای نقش کرده‌اند.